# Marcus Smith (rugby à XV)
Pour les articles homonymes, voir Marcus Smith (football américain) et Smith.

a Compétitions nationales et continentales officielles uniquement.

b Matchs officiels uniquement.
Dernière mise à jour le 29 juillet 2025.
Marcus Smith, né le 14 février 1999 à Manille (Philippines), est un joueur international anglais d'origine philippine de rugby à XV évoluant au poste de demi d'ouverture chez les Harlequins.

## Biographie

### Jeunesse et formation
Marcus Smith (de son nom complet Marcus Sebastian Smith) naît à Manille, aux Philippines, le 14 février 1999. Son père, Jeremy, est anglais. Sa mère, Suzanne, est philippine. Il a deux frères cadets : Luc et Tomas. 
À sept ans, il découvre le rugby au Centaurs RFC, à Singapour. À 13 ans, il arrive en Angleterre, à Brighton, ville d'où son père, ancien joueur de rugby, est originaire. Marcus est élève du Brighton College, où il étudie les mathématiques, les sciences politiques et l'économie. Il devient capitaine de l'équipe de rugby. En octobre 2016, à Ipswich, le collège participe au St Joseph's Rugby Festival, qui oppose les 16 meilleures équipes scolaires d'Angleterre. Rapide, explosif, Smith est élu meilleur joueur du tournoi.
Il joue ses premiers matchs avec les Harlequins lors du Premiership Rugby Sevens Series (en), un tournoi de rugby à sept, en 2016.
Durant la saison 2016-2017, il fait partie des joueurs à fort potentiel des Harlequins. Il joue cinq matchs avec les moins de 18 ans de son club, marquant deux essais, un contre les London Irish et un contre les Saracens, et inscrivant dix points lors de la victoire en finale des Harlequins U18 contre les Sale Sharks U18.
Aussi, de 2015 à 2017, il joue avec l'équipe d'Angleterre des moins de 16 ans, 18 ans et 20 ans.

### Débuts professionnels (2017-2020)
Marcus Smith fait ses débuts en Premiership avec les Harlequins le 2 septembre 2017, à seulement 18 ans, à Twickenham, face aux London Irish. Ouvreur remplaçant, il réussit une pénalité et une transformation. À 18 ans et 200 jours, il devient le deuxième plus jeune joueur à débuter en Premiership, derrière un George Ford, qui avait commencé à 16 ans et 237 jours.
Le 9 septembre, contre Gloucester, l'ouvreur titulaire Demetri Catrakilis se blesse dès la 13e minute. Smith le remplace, et réussit deux pénalités et deux transformations. Les Harlequins l'emportent par 28 à 17. L'entraîneur, John Kingston, le titularise le 17 septembre pour rencontrer les Wasps. Durant ce match, il réussit un cinq sur cinq face aux perches (quatre pénalités et une transformation). Il est désigné homme du match. Il s'impose ensuite comme titulaire au poste d'ouvreur aux Harlequins.
Fin septembre 2017, ses trois premiers matchs de Premiership décident le sélectionneur anglais Eddie Jones à l'appeler pour le stage préparant la tournée automnale du XV de la Rose,,.
Le 14 octobre, il dispute sa première rencontre de Coupe d'Europe face au Stade rochelais. Le match se solde par une défaite (27 à 34), malgré un 100 % de Smith au pied (trois transformations, deux pénalités). Il est titulaire pour les trois matchs de Coupe d'Europe qui suivent, face aux Wasps et à l'Ulster. Malgré ses bonnes performances, les Harlequins s'inclinent dans ces trois matchs, et sont d'ores et déjà écartés des phases finales. Lors de la cinquième journée, le 13 janvier 2018, ils arrivent tout de même à l'emporter face aux Wasps (33 à 28), avec Smith comme remplaçant. Il redevient titulaire face à La Rochelle, le 21 janvier, sixième et dernière journée des phases de poule (match perdu, 16-7).
En janvier 2018, il signe son premier contrat professionnel avec les Harlequins.
Il termine sa première saison chez les professionnels en ayant joué 28 matchs toutes compétitions confondues et marqué 199 points. Dès sa première saison, il s'impose à son poste, profitant notamment de la blessure du titulaire au poste Demetri Catrakilis.
À l'issue de cette saison, il et convoqué pour participer à la Coupe du monde des moins de 20 ans 2018, en France. Il se qualifie pour la finale de la compétition après avoir inscrit quatre essais, dont un contre l'Argentine, deux contre l'Italie et un en demi-finale contre l'Afrique du Sud,,. Il affronte la France en finale, et s'incline 33 à 25. Pour l'édition suivante, en 2019, il décline la sélection pour pouvoir jouer avec l'équipe d'Angleterre sénior contre les Barbarians.
La saison suivante, en 2018-2019, il continue de progresser avec le Harlequins et réalise de bonnes performances. Il joue 31 matchs et marque 237 points toutes compétitions confondues.

### Premier titre et débuts en équipe d'Angleterre (depuis 2020)
Marcus Smith réalise en suite une très bonne saison 2020-2021, une saison qui voit les Harlequins revenir au plus haut niveau et se qualifier en finale de Premiership. En finale, ils affrontent Exeter, champion d'Europe et d'Angleterre en titre. Durant ce match, Marcus Smith est titulaire et inscrit huit points, permettant à son équipe de remporter le titre dans un match serré, une victoire en fin de partie 38 à 40. Il s'agit du deuxième titre de l'histoire du club dans la compétition,. Cette saison, Marcus Smith a disputé au total 24 matchs avec son club, tous en tant que titulaire. Il a aussi marqué huit essais et 290 points. Ces très bonnes performances lui ont permis d'être appelé en équipe d'Angleterre puis de faire ses débuts internationaux.
En effet, le 4 juillet 2021, Marcus Smith fait ses débuts avec le XV de la Rose contre les États-Unis, marquant à cette occasion treize points, dont un essai, lors de la victoire 43 à 29. Il est de nouveau titularisé six jours plus tard pour affronter le Canada (victoire 70 à 14). Juste après ce match, il est convoqué avec les Lions britanniques et irlandais pour remplacer Finn Russell, blessé. Le 17 juillet, il fait ses débuts avec les Lions britanniques et irlandais en étant titulaire au poste de demi d'ouverture et joue l'ensemble de la rencontre contre les Stormers. Il transforme les sept essais marqués par son équipe et permet aux siens de l'emporter 49 à 3.
Il joue ensuite le Tournoi des Six Nations 2022 avec l'Angleterre. Il commence par un match de Calcutta Cup au Murrayfield Stadium d'Édimbourg le 5 février. En l'absence d'Owen Farrell, blessé, et de George Ford, qui ne faisait pas partie du groupe initial, Marcus Smith est titulaire au poste de numéro 10 et réalise un bon match. Toutefois, le sélectionneur Eddie Jones décide de le remplacer après 60 minutes, malgré un essai et quatre coups de pied réussis. Lors du match suivant, contre l'Italie, Smith joue pendant les 80 minutes et marque le premier essai anglais, ce qui lui a valu le titre d'homme du match, un titre qu'il a de nouveau obtenu lors du match suivant contre le Pays de Galles. Il termine meilleur réalisateur du tournoi avec 71 points inscrits.
Sa situation en sélection change en 2023 avec l'arrivée du nouveau sélectionneur Steve Borthwick, nommé en remplacement d'Eddie Jones après une année 2022 décevante avec l'équipe nationale. Il est appelé pour le Tournoi des Six Nations 2023, et débute le premier match face à l'Ecosse, conclu par une défaite à domicile. Avec cette nouvelle défaite, le critiques se font vives au sujet de l'association Smith-Farrell aux postes 10-12. Après huit matchs consécutifs, le bilan est négatif et les observateurs réclament du changement. À la suite du replacement du capitaine Owen Farrell au poste de numéro 10, il est remplaçant et joue 8 minutes lors de la victoire face à l'Italie. Pour la troisième journée, il est de nouveau remplaçant et ne joue qu'une seule minute lors de victoire face au Pays de Galles à Cardiff. Pour le crunch face à la France, Borthwick titularise Smith à l'ouverture et place Owen Farrell sur le banc pour la première fois depuis 2015. L'équipe s'incline 10-53 , il s'agit de la plus large défaite de l’histoire du rugby anglais à domicile. À la suite de ce désastre, il est de nouveau remplaçant pour le dernier match face à l'Irlande, mais n'entre pas en jeu.
À la fin de la saison 2022-2023, Marcus Smith prolonge son contrat avec les Harlequins, alors qu'il était courtisé par plusieurs clubs de Top 14, en particulier le Racing 92.
Fin juin 2023, il est de nouveau sélectionné avec le XV de la Rose dans un groupe de 41 joueurs pour les matchs de préparation à la Coupe du monde 2023,. Quelques semaines plus tard, il est retenu dans le groupe final pour participer au Mondial,.
Il est ensuite sélectionné pour le Tournoi des Six Nations 2024.
Début mai 2025, il est convoqué pour la tournée des Lions britanniques et irlandais en Australie. Il honore sa première sélection avec cette équipe face à l'Argentine le 20 juin suivant. 

## Statistiques

### En club
| Saison    | Club       | Championnat | Championnat | Championnat | Coupe nationale      | Coupe nationale | Coupe nationale | Coupes d'Europe    | Coupes d'Europe | Coupes d'Europe |
| Saison    | Club       | Compétition | M           | Pts.        | Compétition          | M               | Pts.            | Compétition        | M               | Pts.            |
| --------- | ---------- | ----------- | ----------- | ----------- | -------------------- | --------------- | --------------- | ------------------ | --------------- | --------------- |
| 2017-2018 | Harlequins | Premiership | 21          | 165         | Coupe anglo-galloise | 1               | -               | Coupe d'Europe     | 6               | 34              |
| 2018-2019 | Harlequins | Premiership | 22          | 170         | Coupe d'Angleterre   | 1               | 8               | Challenge européen | 8               | 59              |
| 2019-2020 | Harlequins | Premiership | 19          | 198         | Coupe d'Angleterre   | 4               | 54              | Coupe d'Europe     | 4               | 27              |
| 2020-2021 | Harlequins | Premiership | 22          | 286         | édition annulée      | édition annulée | édition annulée | Coupe d'Europe     | 2               | 4               |
| 2021-2022 | Harlequins | Premiership | 12          | 100         | Coupe d'Angleterre   | -               | -               | Coupe d'Europe     | 6               | 60              |
| 2022-2023 | Harlequins | Premiership | 9           | 95          | Coupe d'Angleterre   | -               | -               | Champions Cup      | 3               | 29              |
| Total     | Total      | Premiership | 105         | 1014        | Coupe nationale      | 6               | 62              | Coupes d'Europe    | 29              | 213             |

### Internationales

#### Équipe d'Angleterre des moins de20 ans
Marcus Smith a disputé sept matchs avec l'équipe d'Angleterre des moins de 20 ans en trois saison, prenant part à deux éditions du Tournoi des Six Nations des moins de 20 ans en 2017 et 2019, et à une édition du championnat du monde junior en 2018. Il a inscrit 59 points.

#### Équipe d'Angleterre
Au 10 mars 2025, Marcus Smith compte 43 capes en équipe d'Angleterre pour 306 points marqués. Il a pris part à 3 éditions du Tournoi des Six Nations en 2022 , 2023 et 2024.
| Année | Compétition | Matchs | Points | Essais | Pénal. | Transf. | Drops |
| ----- | ----------- | ------ | ------ | ------ | ------ | ------- | ----- |
| 2021  | Test matchs | 5      | 63     | 2      | 3      | 22      | -     |
| 2022  | Six Nations | 5      | 71     | 2      | 17     | 5       | -     |
| 2022  | Test matchs | 7      | 22     | 3      | 1      | 2       | -     |
| 2023  | Six Nations | 4      | 5      | -      | 1      | 1       | -     |
| 2023  | Test matchs | 3      | 14     | 1      | 3      | -       | -     |
| Total | Total       | 24     | 175    | 8      | 25     | 30      | 0     |

## Palmarès

### En club
- Harlequins
  - Vainqueur du Championnat d'Angleterre en 2021
  - Finaliste de la Coupe d'Angleterre en 2020

### En sélection nationale
- Angleterre -20
  - Vainqueur du Tournoi des Six Nations de moins de 20 ans en 2017
  - Finaliste Coupe du monde des moins de 20 ans en 2018
- Angleterre
  - Troisième de la Coupe du monde en 2023

#### Tournoi des Six Nations
| Édition                      | Rang | Résultats Angleterre | Résultats Smith | Matchs Smith |
| ---------------------------- | ---- | -------------------- | --------------- | ------------ |
| Tournoi des Six Nations 2022 | 3    | 2 v, 0 n, 3 d        | 2 v, 0 n, 3 d   | 5/5          |
| Tournoi des Six Nations 2023 | 4    | 2 v, 0 n, 3 d        | 2 v, 0 n, 2 d   | 4/5          |

Légende : v = victoire ; n = match nul ; d = défaite ; la ligne est en gras quand il y a Grand Chelem.

### Distinctions personnelles
- Meilleur réalisateur du Championnat d'Angleterre en 2021[47]
- Meilleur espoir du Championnat d'Angleterre en 2021[47]
- Membre de l'équipe type du Championnat d'Angleterre en 2021[48]
- Meilleur réalisateur de la Champions Cup en 2024 (85 points)